# Cá vược
Cá vược là tên gọi chỉ chung của nhiều loài cá khác nhau. Thuật ngữ cá vược đề cập đến cả các loài cá nước ngọt và cá biển, tất cả đều thuộc một bộ cá lớn hơn đó là Bộ Cá vược (Perciformes).

## Đại cương
Cá vược có nhiều điểm tương đồng với cá rô, trong tiếng Anh cũ, thuật ngữ cá vược (bass) có nghĩa là cá rô Cá vược là một đặc sản cho giá trị kinh tế cao bởi dinh dưỡng mà cá vược mang lại vượt trên nhiều loại cá khác, cá vược đã được thuần hóa để nuôi cả trong nguồn nước mặn và nước ngọt. Cá vược còn là loài cá phổ biến trong việc câu cá giải trí hay câu cá thể thao, đặc biệt là ở Bắc Mỹ với các loài cá vược đen.

## Các loại
- Các loại Cá vược đen (chi Micropterus, của họ Cá Thái dương (Centrarchidae), như:
  - Cá vược miệng rộng (Micropterus salmoides)
  - Cá vược miệng nhỏ (Micropterus dolomieu)
  - Cá vược mắt đỏ (Micropterus coosae)
  - Cá vược đốm (Micropterus punctulatus)
  - Cá vược bãi cạn (Micropterus cataractae)
  - Cá vược Choctaw (Micropterus haiaka)
  - Cá vược Guadalupe (Micropterus treculii)
  - Cá vược Suwannee (Micropterus notius)
- Các loại Cá vược ôn đới (họ Moronidae) như:
  - Cá vược châu Âu (Dicentrarchus labrax)
  - Cá vược sọc (Morone saxatilis)
  - Cá vược trắng (Morone chrysops)
- Các loại Cá vược châu Á (họ Lateolabracidae), như:
  - Cá vược Nhật Bản (Lateolabrax japonicus)
  - Cá vược vây đen (Lateolabrax latus)
- Nhiều loài cá khác cũng được gọi là "cá vược" như[3]:
  - Cá vược Úc (Macquaria novemaculeata) thuộc họ Percichthyidae
  - Cá vược biển đen (Centropristis striata) thuộc họ Serranidae
  - Cá vược Chile (Dissostichus eleginoides) thuộc họ Nototheniidae
  - Cá vược khổng lồ (Stereolepis gigas) thuộc họ Polyprionidae
  - Cá vược công (Cichla ocellaris) hay cá hoàng đế thuộc họ Cichlidae
  - Cá chẽm (Lates calcarifer) ở Việt Nam còn được gọi là cá vược hay cá vược trắng[2][4].
- Họ cá Acropomatidae đôi khi cũng được gọi là cá vược (cá vược biển ôn đới)
- Cá vược công ở Việt Nam còn được gọi là cá hoàng đế hay hoàng bảo yến tên tiếng anh là peacock bass, tên khoa hoc là (cichla) hiện nay có 15 loài thuộc họ này được phát hiện.

## Đặc điểm

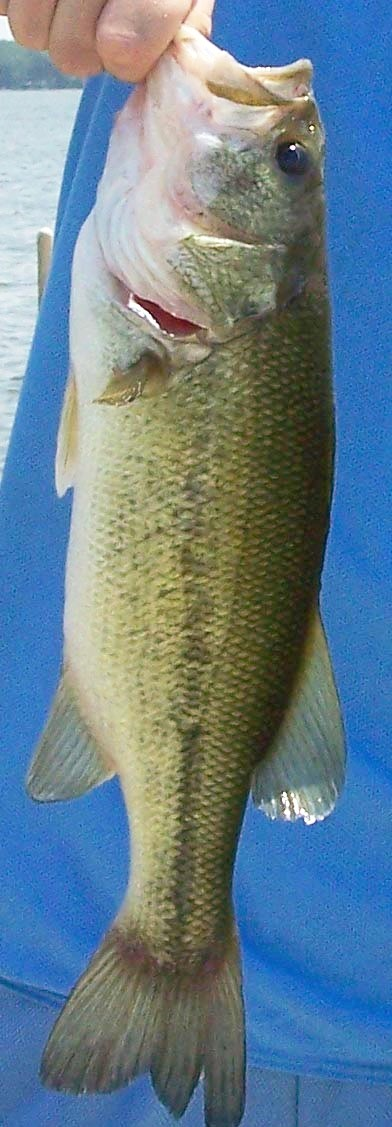
Một con cá vược miệng rộng

Đặc trưng chung cho các loài cá vược trong thể loại này là loài cá sinh sống được cả ở nước ngọt và nước lợ những con Cá vược có cơ thể dài, miệng rộng, không cân, hàm trên kéo tới tận sau mắt. Đầu nhọn, nhìn bên lõm phía lưng (hình dạng lưng lõm) và lồi ở phía trước vây lưng. Vẩy dạng lược rộng. Chiều dài tối đa: 200 cm, cân nặng 60 kg.
Nhiều loài cá vược có kích thước khổng lồ. Cá vược cỡ lớn có con đến 50 kg hoặc 70 kg, chẳng hạn như có cá vược nặng tới 112 kg, chiều dài hơn 1,8m tại Uganda. Kỉ lục hiện hành thuộc về con cá vược nặng 103,5 kg hay như có con cá vược nặng 16,89 kg trên sông Hương ở Việt Nam, có chiều dài 1,2 m, cân nặng đúng 16,89 kg, đây là con đạt trọng lượng cao nhất từ trước đến nay.
Màu sắc cá có hai giai đoạn, giai đoạn giống cá thường có màu nâu Oliu ở phía trên với màu bạc ở hai bên lườn và bụng, khi cá sống trong môi trường nước biển và màu nâu vàng trong môi trường nước ngọt, giai đoạn trưởng thành cá có màu xanh lục hay vàng nhạt ở phần trên và màu bạc phần đuôi. Cá vược là loài cá dữ, thức ăn ưa thích là các loại cá tạp, tôm, không ăn thực vật và các loài giáp xác khác nhau như cua, cáy.

## Giá trị
Cá vược là loài thủy sản có giá trị kinh tế cao, ít dịch bệnh, dễ thích nghi với môi trường sống và có thể nuôi ở cả khu vực ao đầm nước ngọt, mặn hoặc lợ. Trong môi trường tự nhiên, loài này đẻ trứng quanh năm nhưng mùa sinh sản chủ yếu vào tầm tháng 4, tháng 5. Là loài cá sinh trưởng và phát triển nhanh, cá vược thường đạt bình quân từ 3–5 kg sau 2-3 năm chăm sóc. Không chỉ có ưu điểm vượt trội về tốc độ tăng trưởng nhanh, tỷ lệ sống cao, cá vược còn là một trong những loài có giá trị kinh tế cao, được thị trường tiêu dùng ưa chuộng.
Một số nơi ở Việt Nam đã nuôi thành công cá vược thương phẩm, với số lượng 5.000 con, cỡ 7– 8 cm, sau 9 tháng nuôi, cá đạt trọng lượng bình quân 0,9 kg/con, tỷ lệ sống đạt 71%. Nhiều người đã nuôi cá vược bằng lồng trên đầm phá, đạt hiệu quả kinh tế khá tốt. Trung bình mỗi kg cá vược nuôi có giá từ 180.000 đến 200.000 đồng. Còn cá vược bắt được trong tự nhiên giá bán cao hơn từ 30 đến 50% so với giá cá vược nuôi. Hay mô hình nuôi cá vược theo hình thức quảng canh, lợi nhuận thu được từ cá vược thường cao gấp 5-6 lần so với một số loại cá khác như cá mè, cá chép, cá trắm.
Cá vược được dùng là nguyên liệu để chế biến nhiều món ăn như cá vược hấp bia ăn kèm với bánh đa nem gói chấm mắm chua cay, lẩu cá vược, cá vược hấp, cá vược nướng, cá vược ướp riềng mẻ nướng than. Phần lớn cá vược của Australis được xuất khẩu đi Mỹ và Canada, người ta chọn lựa chọn cá vược của Autralis để chế biến những bữa ăn. Trong đó có thưởng thức bốn món ăn đặc biệt được chế biến từ cá vược gồm Cá vược nướng bơ chanh; Cá vược chiên sốt hoa quả; Cá vược hấp xì đầu; Cá vước chiên sốt gừng tỏi.

## Câu cá vược
Câu cá vược là một trò câu cá thể thao giải trí khá phổ biến trên thế giới như ở Mỹ. Ở Việt Nam, người câu cá thể thao ở Huế đã câu được nhiều cá vược ở phía hạ lưu sông Hương, trọng lượng mỗi con khoảng từ 0,5 kg đến 3 kg. Ngoài ra, thay vì phải ngồi trên thuyền và thả câu hàng giờ, một người ngư dân đã lựa chọn cách đơn giản hơn là dùng tay để câu cá, dùng tay thả một con cá nhỏ xuống nước. Trong vài giây, con cá vược xuất hiện và đớp mồi trên ngón tay.
Người ta đặt tên cho cá vược là "cọp nước" hay cá trặc vì sức mạnh của nó, cá vược được ngư dân xem như là bá chủ cả vùng sông nước. Cá vược bị lưới bủa quanh sẽ quẫy đuôi rất hung tợn. Người săn cá phải tỉnh táo để cho cá vùng vẫy, mặc sức tông vào lưới, đến khi nào cá quật lên ngang mặt lưới thì dùng tay chộp nhanh, ấn hai móng tay mạnh vào hai mang cá. Một buổi săn cá vược thường mất cả giờ đồng hồ, đòi hỏi thợ săn phải có tính kiên trì. Trước khi đi săn, các ngư phủ dày dạn kinh nghiệm thường ngủ lại một đêm trên đầm phá.